# Droga wojewódzka 106
Die Droga wojewódzka 106 (DW 106) ist eine Woiwodschaftsstraße in Polen. Sie verbindet den pommerschen Ort Rzewnowo (Revenow) nahe Kamień Pomorski (Cammin/Pommern) mit den Städten Golczewo (Gülzow), Nowogard (Naugard), Stargard (Stargard in Pommern) und Pyrzyce (Pyritz). Ihre Gesamtlänge beträgt 108 Kilometer.
Die Straße verläuft innerhalb der Woiwodschaft Westpommern in Nord-Süd-Richtung und durchzieht die vier Kreise Kamień Pomorski (Cammin/Pommern), Goleniów (Gollnow), Stargard (Stargard in Pommern) und Pyrzyce. Zwischen Nowogard (Naugard) und Stargard (Stargard in Pommern) folgt die Straße der ehemaligen Reichsstraße 163, und zwischen Stargard und Pyrzyce (Pyritz) einem Abschnitt der früheren Reichsstraße 158.

## Straßenverlauf
Woiwodschaft Westpommern
- Powiat Kamieński (Kreis Cammin/Pommern)
  - Rzewnowo (Revenow)
  - Rarwino (Rarvin)
  - Niemica (Nemitz)
  - Samlino (Zemlin)

- X Staatsbahnlinie 420: Worowo (Wurow) – Wysoka Kamieńska (Wietstock) X
  - Golczewo (Gülzow) (DW 108 → Parłówko (Parlowkrug) bzw. → Płoty (Plathe))

- X Kleinbahnlinie Gryfice (Greifenberg) – Stepnica (Stepenitz) X
- Powiat Goleniowski (Kreis Gollnow)
  - Błotno (Friedrichsthal)
  - Karsk (Kartzig)
  - Nowogard (Naugard) (DK 6 → Goleniów (Gollnow) – Szczecin (Stettin) – Kołbaskowo (Kolbitzow)/Deutschland (Bundesautobahn 11 Richtung Berlin) bzw. → Koszalin (Köslin) – Słupsk (Stolp) – Gydnia (Gdingen) – Pruszcz Gdański (Praust) und DW 144 → Dobra (Daber) – Chociwel (Freienwalde))

- X Staatsbahnlinie 402: Koszalin (Köslin) – Goleniów (Gollnow) X
  - Sąpolnica (Zampelhagen)
  - Jenikowo (Hohen Schönau) (DW 146 → Dobra (Daber) – Strzmiele (Stramehl))
  - Dębice (Eichenwalde)
  - Maszewo (Massow) (DW 113 → Mosty (Speck) – Goleniów (Gollnow) – Święta (Langenberg))

- Powiat Stargardzki (Kreis Stargard/Pommern)
  - Parlino (Parlin)
  - Łęczyca (Lenz) (DW 142 Szczecin (Stettin) bzw. Lisowo (Voßberg))

- X Kleinbahnlinie Stargard (Stargard in Pommern) – Dobra (Daber) X
  - Grabowo (Buchholz)
  - Stargard (Stargard in Pommern) (DK 10 → Szczecin (Stettin) – Lubieszyn (Neu Linken)/Deutschland (Bundesstraße 104 Richtung Pasewalk) bzw. → Recz (Reetz) – Kalisz Pomorski (Kallies) – Piła (Schneidemühl) – Płońsk, und DK 20 → Drawsko Pomorski (Dramburg) – Szczecinek (Neustettin) –  Miastko (Rummelsburg) – Gdynia (Gdingen))

- ~ Ina (Ihna) ~
- X Staatsbahnlinie 202: Stargard (Stargard in Pommern) – Gdańsk (Danzig), Linie 351: Szczecin – Poznań und Linie 411: Stargard – Pyrzyce (Pyritz) X
- Powiat Pyrzycki (Kreis Pyritz)
  - Warnice (Warnitz)
  - Obryta (Groß Schönfeld)

- X Staatsbahnlinie 411: Stargard (Stargard in Pommern) Pyrzyce (Pyritz) X
- ~ Płonia (Plöne) ~
  - Okunica (Friedrichsthal)
  - Pyrzyce (Pyritz) (DW 3 = Europastraße 65 → Goleniów (Gollnow) – Świnoujście (Swinemünde) bzw. → Gorzów Wielkopolski (Landsberg/Warthe) – Zielona Góra (Grünberg/Schlesien) – Legnica (Liegnitz) – Jelenia Góra (Hirschberg) – Jakuszyce (Jakobsthal)/Tschechien, und DW 122 → Banie (Bahn) – Krzywiń (Kehrberg) – Krajnik Dolny (Nieder Kränig)/Deutschland (Bundesstraße 166 Richtung Schwedt – Prenzlau) bzw. → Dolice (Dölitz) – Piasecznik (Petznick))